# Maytenus patens
Maytenus patens är en benvedsväxtart som beskrevs av Reiss. Maytenus patens ingår i släktet Maytenus och familjen Celastraceae. Inga underarter finns listade.